# Église Saint-Pierre de Larnas
Pour les articles homonymes, voir Église Saint-Pierre.
L'église Saint-Pierre est une église catholique située en France sur la commune de Larnas, dans le département de l'Ardèche en région Rhône-Alpes.
L'édifice est classé au titre des monuments historiques depuis 1907.

## Historique
Église modeste mais d’une réelle qualité architecturale, tant par la pureté de ses lignes que par le soin apporté à la taille des matériaux, cet édifice peut être daté de la première moitié du XIIe siècle. Les églises romanes étaient souvent dédiées à saint Pierre. C’est le cas de l’église de Larnas près de laquelle la montagne s’appelle le « serre de pierre » qui par l’erreur d’un employé du cadastre est devenu « le sang de pierre ».
Cet édifice serait d’origine monacale, bâti par les moines bénédictins de Cruas qui étaient chargés de l’administration religieuse de tout le plateau. Ces derniers avaient à Ellieux une résidence de sept à huit religieux.
Des pierres enchâssées à motifs carolingiens évoquent sans doute un premier édifice. La présence d’un curé à Larnas en 950 est évoquée par des écrits. De même, la signature de l’architecte Stefanus qui vécut au IXe siècle est gravée à l’intérieur de l’église. L'abbé Arnaud, historien local, se demande par ailleurs si l'église n’aurait pas été construite sur l’emplacement d’un temple païen.
Pendant les guerres de Religion, on ne sait pas si l’église de Larnas a souffert de la guerre civile entre catholiques et protestants. On remarque qu’une abside a été reconstruite, en partie, en pierres tout venant, laissant supposer une reconstruction grossière après démolition. À cette époque, « les moines durent abandonner leurs monastères, la paroisse resta sans pasteur et les catholiques furent obligés d’aller chercher au loin les secours de la religion ». En 1598, les habitants de Larnas réclament un curé. Le premier curé de Larnas nommé après le rétablissement de la paroisse est l’abbé Lescombes qui demeura à son poste pendant 61 ans et mourut en 1682. Il est enterré, avec les premiers seigneurs de Bours (Imbours), dans le tombeau situé dans l’église.
Vers 1840, deux curés se plaignirent successivement à l’évêque de l’éloignement de l’église, alors distante de trois cents mètres du presbytère. L’abbé Buffel, curé de Larnas de 1895 à 1901, raconte : « ces prêtres étaient infirmes et ne pouvaient se rendre que difficilement à l’église pour la célébration des offices. » Ils ne trouvèrent rien de mieux que de demander à l’évêque et au conseil municipal la démolition de l’église et sa reconstruction plus près du presbytère. Ce singulier projet ne fut pas repoussé à priori et fut mis à l’étude vers 1840. Un jeune séminariste, Canaud, apprit la chose. « Il se fit l’avocat ardent et éloquent de la vieille église qu’il admirait, d’autant plus que Larnas était le berceau de sa famille ». Le projet fut abandonné et une nouvelle cure fut construite près du sanctuaire vers 1860, pendant le ministère du curé Camille Arnaud. Plus tard, en 1907, sans doute conscient du danger qui menaçait le monument, Robert de Lisleroy, maire, obtint son classement « Monument historique ». L’édifice était désormais sous la surveillance et la protection du ministère des Beaux-Arts.

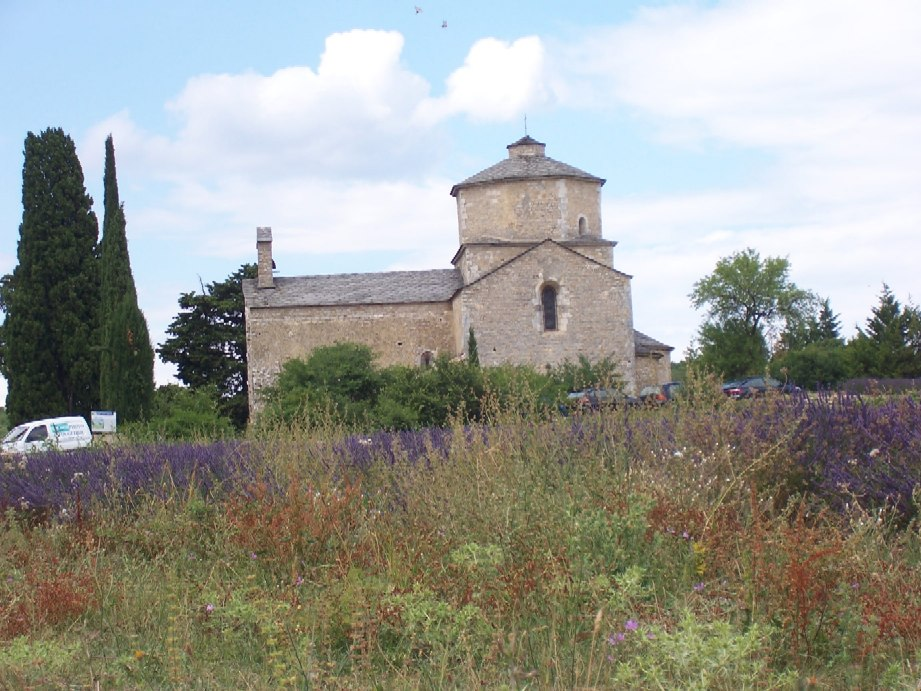
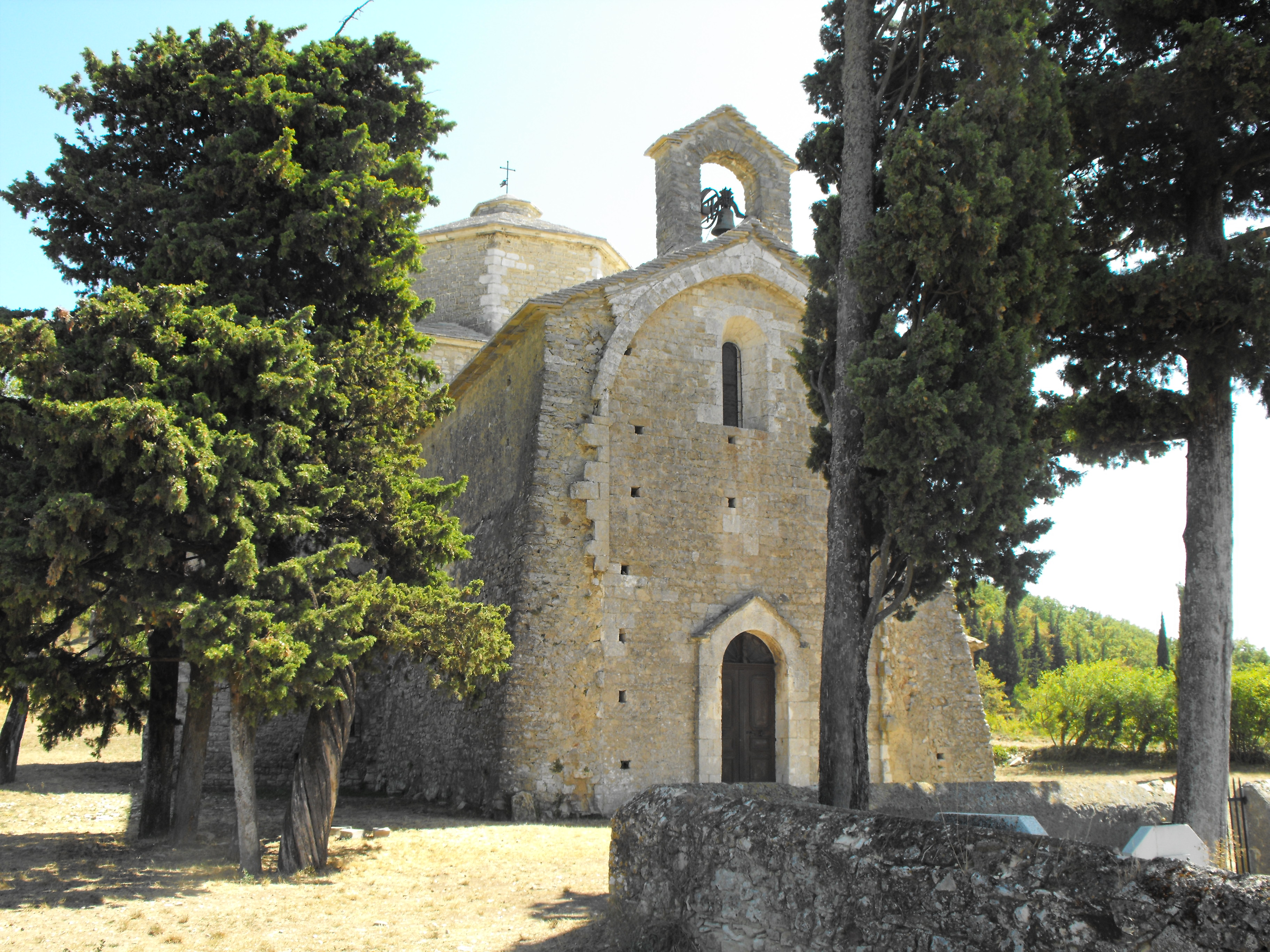
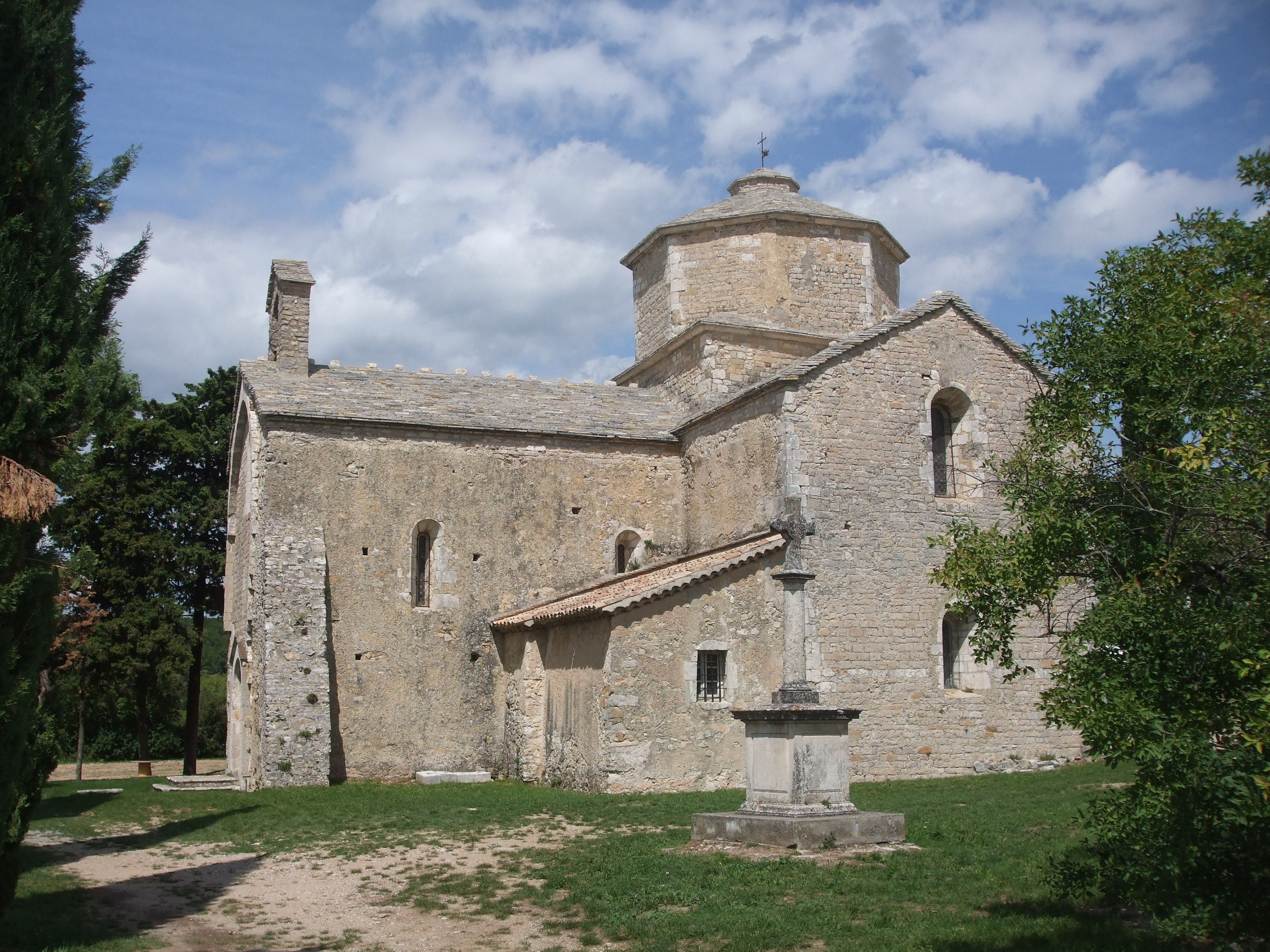

## Architecture

### Façade est
Le plan cruciforme de l’église, avec transept bien marqué et trois absides basses percées de petites baies cintrées dépourvues de décor, se révèle avec netteté lorsque l’on aborde le monument par l’est. Seule la partie inférieure des murs, construite en petit appareil régulier de calcaire blanc, est romane ; les parements des parties hautes, faits de moellons irréguliers, sont des reprises modernes. Extérieurement, la croisée du transept se manifeste par un massif carré bien appareillé, ajouré côté est d’une petite fenêtre romane sous un arc de décharge pris dans la maçonnerie. Au-dessus s’élève un tambour octogonal surmonté de l’amorce d’un lanternon qui est une restitution récente. Cet ensemble abrite une coupole sur trompes encore intacte, édifiée sur le modèle de celle de Bourg-Saint-Andéol.

### Façade nord et sud
Les murs de la nef sont dépourvus de contreforts mais on en perçoit des restes. Côté sud, la sacristie est une adjonction postérieure (XIXe siècle). Elle est couverte en tuiles creuses contrairement au reste de l’édifice. Côté nord, la petite fenêtre percée dans le transept est une ancienne porte.

### Toiture
À l’origine, l’église de Larnas était recouverte de lauzes calcaires du pays. Cette toiture devait durer six siècles. Mais au début du XIXe siècle, l’église menace ruine. Le toit laisse passer l’eau. La grande préoccupation des maires successifs va être de trouver l’argent nécessaire pour sa restauration. Mais la commune est très pauvre. En 1817, un premier devis se monte à 968,50 F (147,64 €). Le conseil municipal constate : « ce n’est pas en proportion des moyens des contribuables ».
En 1820, l’autorité ecclésiastique menace de retirer le prêtre. Le conseil municipal implore le secours du gouvernement. Il « supplie très humblement sa majesté dans son inépuisable bonté, d’accorder à la commune de Larnas les sommes nécessaires ». Mais l’altesse royale se soucie peu de l’église de Larnas et de l’âme de ses paroissiens. Le prêtre est retiré. Cependant, devant l’insistance des habitants qui font eux-mêmes quelques réparations, un curé est rendu à la paroisse.
En 1845, un projet de restauration est confié à M. Baussan, architecte de Bourg-Saint-Andéol, qui conseille de refaire la toiture en entier, de la recouvrir de tuiles et de mettre le clocher en flèche. L’année suivante, il se ravise : « le clocher en flèche au-dessus du dôme est impraticable. Les murs sont trop faibles pour supporter le poids ». Mais la dépense est très lourde pour la commune. On implore sa majesté Louis-Philippe. En vain.
Enfin, en 1847, le conseil municipal décide de faire des réparations à l’église « en remplacement de l’établissement d’une maison d’école ». Les petits Larnassiens apprendront à lire plus tard. Pour faire face à la dépense, le conseil municipal décide en 1848 la vente de la buissière, dit le Paty. En 1853, Daumas, le réalisateur des travaux réclame la somme de 280F95 (42€83) qui lui sont encore dus. Le conseil municipal trouve la somme « exagérée » et refuse de payer. C’est ainsi, en se saignant aux quatre veines, que la commune de Larnas arrivera à faire la restauration du toit de l’église en tuiles rondes. Cette toiture ne durera qu’un peu plus de soixante et dix ans.
L’église ayant été classée en 1907, sa conservation et son entretien dépendent désormais du ministère des beaux-arts. En 1936 son toit de tuiles rondes est ainsi remplacé par un toit de lauzes volcaniques venues de la Haute-Loire. En 2007, une nouvelle restauration est nécessaire. On place alors une couverture en lauzes épaisses de calcaire.

### Façade ouest
La façade occidentale, surmontée d’un petit clocher-arcade moderne, est une réalisation récente faite à partir d’éléments romans. A-t-elle été construite pour fermer à l’ouest une nef restée inachevée ? Ou correspond-elle à une troisième travée disparue? La présence de pierres d’attente et des traces d’arrachement aux extrémités des murs de la nef, sont autant d’indices en faveur d’une travée détruite, ce que semble confirmer le procès-verbal de la visite canonique de 1598 « La nef de ladite église est belle, ayant trois arcades de chaque côté, avec une belle voûte en fort bon état ; auxquelles arcades du côté du midi y a deux fenestrons non vitrés et un autre au-dessus du portail de la dite église, lequel portail est beau et ample... ». Les « trois arcades » latérales désignant sans doute les arcs de décharge latéraux, la nef comportait une troisième travée.
Le mur actuel est venu fermer la nef au niveau de la deuxième travée, en réutilisant dans une petite porte cintrée sans caractère, les vestiges sculptés de ce portail « beau et ample » vu par le visiteur de 1598. Les deux rampants du fronton triangulaire, ornés de rinceaux et de palmettes, ainsi qu’une croix décorée d’un motif de palmettes incrustée au-dessus du portail, sont visiblement des réemplois.

### Intérieur de l’église
La même simplicité se retrouve à l’intérieur, assez bien conservé en dépit de l’humidité qui imprègne et tâche les murs badigeonnés de blanc.
La nef, voûtée en berceau légèrement brisé et bâtie en petit appareil régulier, comporte deux travées séparées par un arc retombant sur des pilastres.
La croisée du transept, marquée par quatre piliers sur lesquels reposent quatre grands arcs à double rouleau, est surmontée d’une élégante coupole sur trompes dont la pointe est ornée d’un motif en forme de coquille. Entre les trompes superbement appareillées, règne une série de petits arcs posant sur de courtes colonnettes aux chapiteaux ornés de feuilles stylisées, dispositif que l’on retrouve à la grande coupole de Bourg-Saint-Andéol, et qui semble avoir fait école en Bas-Vivarais.
Les absides basses, voûtées en cul-de-four, s’ouvrent sur le transept par des arcs brisés à double rouleau bien appareillés. L’attention du visiteur se portera sur le pilier Nord-Ouest de la croisée du transept ou l’on peut lire trois « signatures » en belles capitales bien gravées REGNERUS, STEFANUS et SIANOA. Réunis sur un même pilier, à un emplacement privilégié et bien visible, ces trois noms appartiennent sans doute aux maçons-tailleurs de pierre responsables du chantier. De même, on distingue sur les murs et piliers des marques de tâcherons fréquentes : des P et des B sous le badigeon.
Le décor sculpté de l’église est des plus réduits : quelques impostes sont ornées de motifs géométriques, celle de la pile Sud-Est du transept présentant un curieux motif formé de deux serpents qui semblent sortir de masques de feuillages. Dans le mur Nord de la nef, tout contre le pilier aux « signatures », est encastré un nœud d’entrelacs carolingien.

### Cimetière
Des tombes très anciennes se trouvaient autour de l’église au chevet de l’abside principale. Construites avec des dalles, elles contenaient des squelettes près desquels on avait disposé des vases en terre cuite. Jusqu’en 1855, les habitants de la paroisse de Larnas qui comprenait les hameaux de Bours, les basses et hautes Valgayettes, et Ellieux étaient enterrés autour de l’église.
À propos de l’église Saint-Pierre de Larnas, ce qu’ont dit : l’abbé Arnaud : « Cette église a la plus belle coupole du Vivarais », Robert Saint-Jean, professeur d’histoire à l’université de Montpellier et spécialiste de l’art roman : « Vous avez à Larnas quelque chose de rare : la signature en entier de l’architecte Stefanus ».